# 品川通り
品川通り（しながわどおり）・品川道・品川街道とは、東京都内にある道路である。

## 品川通り
下記品川道に置き換わる新道としての位置付けで、西端は東京都府中市内車返団地東交差点で押立公園通りから延伸する形でそのまま接続し、東京都調布市内の京王線の南側を東西に走る通り。都市計画道路調布3・4・10号線。東端は東つつじヶ丘二交差点で終わっているが、今後さらに延伸がされ、若葉町3丁目付近で都道114号線に接続し、さらに補助54号線へと繋ぐ計画がある。2006年に都と多摩地区28市町による優先整備路線に位置づけられ、調布市は2007年度から11年程度で整備する方針とし、計画道路の位置を明確にするための現況測量が2007年12月から2008年3月にかけて行われたが、2020年時点において延長はなされていない。
国領八丁目交差点から調布駅南入口交差点にかけての区間は小田急、京王の路線バスが数多く走る。京王線とは立体交差に変わった。調布駅周辺は、信号が数多く存在する。
交通量が多く調布市内の重要な道路の一つである。雨の日には交通量が増大する。

## 品川道

### 古代以降
品川道は、府中（武蔵国国府）の大國魂神社から府中崖線・多摩川沿いに品川（品川湊）・六郷付近まで続いた武蔵国南部の古道で、「品川街道」・「いききの道」・「いかだみち」とも呼ばれた。古墳がこれに沿って点在する。旧石川村で古代東海道（現在は中原街道が通る）と交差した。府中は甲府（甲斐国国府）と道で繋がっていた。
大國魂神社くらやみ祭りの神事で使用されたり、多摩川上流で伐った木材をいかだにして流れて行き、その後人だけ上流へ向かってこのいかだ道を歩いて帰った。
品川区内にも地名は残り、大井町駅南端には品川道踏切が存在する。

### 江戸時代以降
府中・調布付近の品川道は江戸時代初期の甲府・江戸を繋ぐ甲州街道の一部として使われた。常久一里塚の脇を通り府中の六所宮（大國魂神社）まで続く道であったが、後に北の街道が甲州街道（旧甲州街道）となり、甲州街道が品川道と呼ばれるようになったものである。
2017年現在、「品川道」・「品川街道」と標識で確認が取れるのは府中市内の東府中駅前地点からで、旧甲州街道との分岐点から東である（下記ギャラリー参照）。京王線とほぼ平行しており、一里塚脇、白糸台文化センター西交差点、西武多摩川線の白糸台駅南踏切を渡り、所々の道標識を見ながら東へ進み調布市との市境付近まで所々に古い面影が見られる。一里塚は、甲州街道であった時代の跡であり、かつては六所宮（大國魂神社）まで続いていた。
調布市内へ入ると飛田給駅方向へ直線の細い道が残るが、前述の道とは直接接続していないように見える。この道の延長線上に駅南側からも細く直線的な道が残り、品川みちと看板が立っている。現在の品川通りとは太田塚交差点で合流する。これより東側では現在の品川通りとして拡幅されているため面影は見られない。だが、鶴川街道交差点付近、小島町三丁目交差点付近や、調布駅南入口交差点付近から布田三丁目交差点付近にかけての区間などに旧道が残されている。
多摩川住宅入口交差点付近で新道と分岐し、これより東側は品川道として細い道となる。400～500mほどで狛江市内へと入る。
多摩川住宅の東側をかすめ、和泉児童館西の交差点を通り、直線的に東南東へ進む。都道114号線（松原通り）と交差し狛江駅付近へ出る。そこから先は狛江通りの南側に品川道の表示がある細い道が残る。この道は狛江三叉路交差点へ通じている。

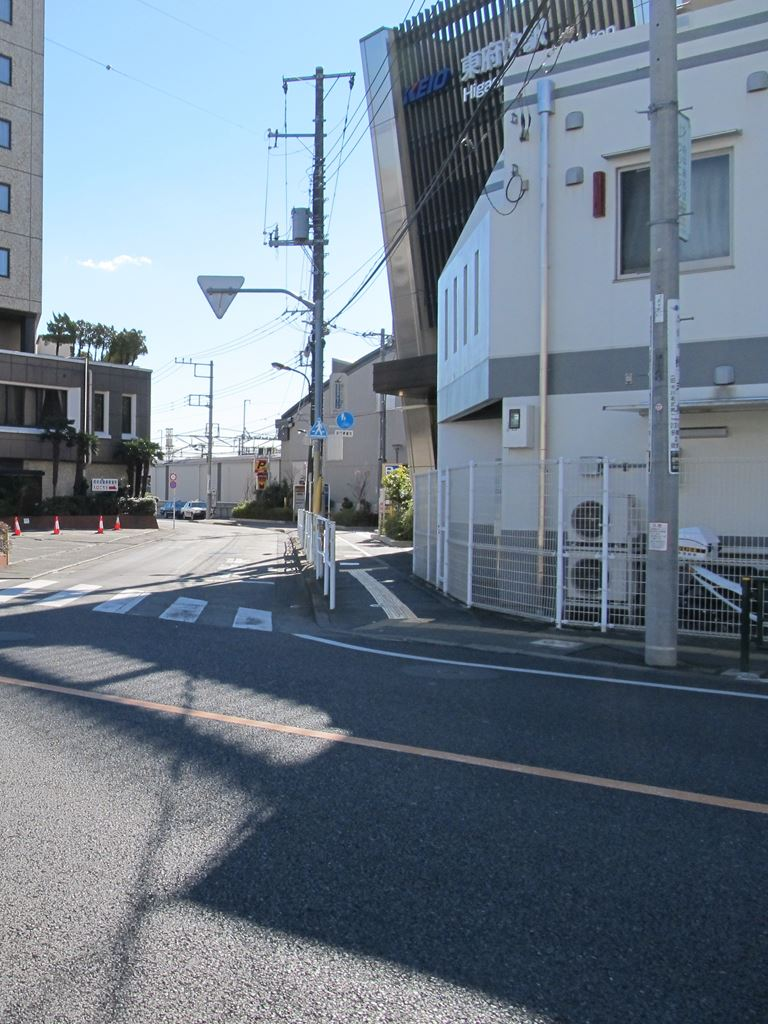
東京都府中市清水が丘1丁目。府中警察署東府中駅前交番裏、旧甲州街道との分岐点。起点。
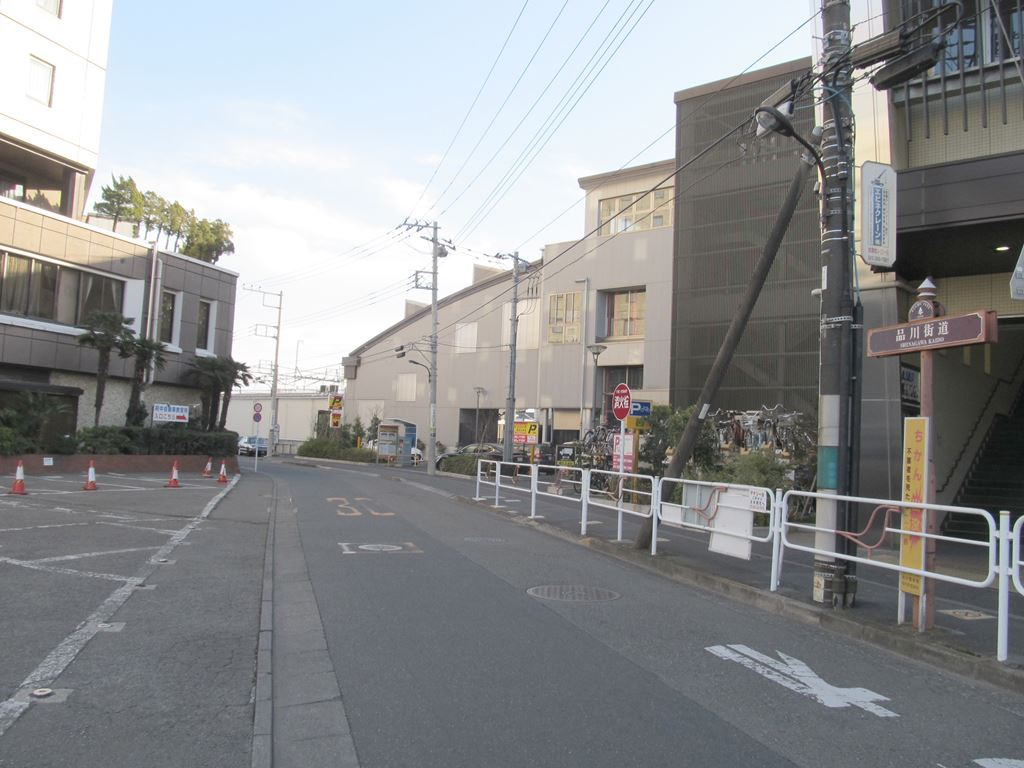
起点
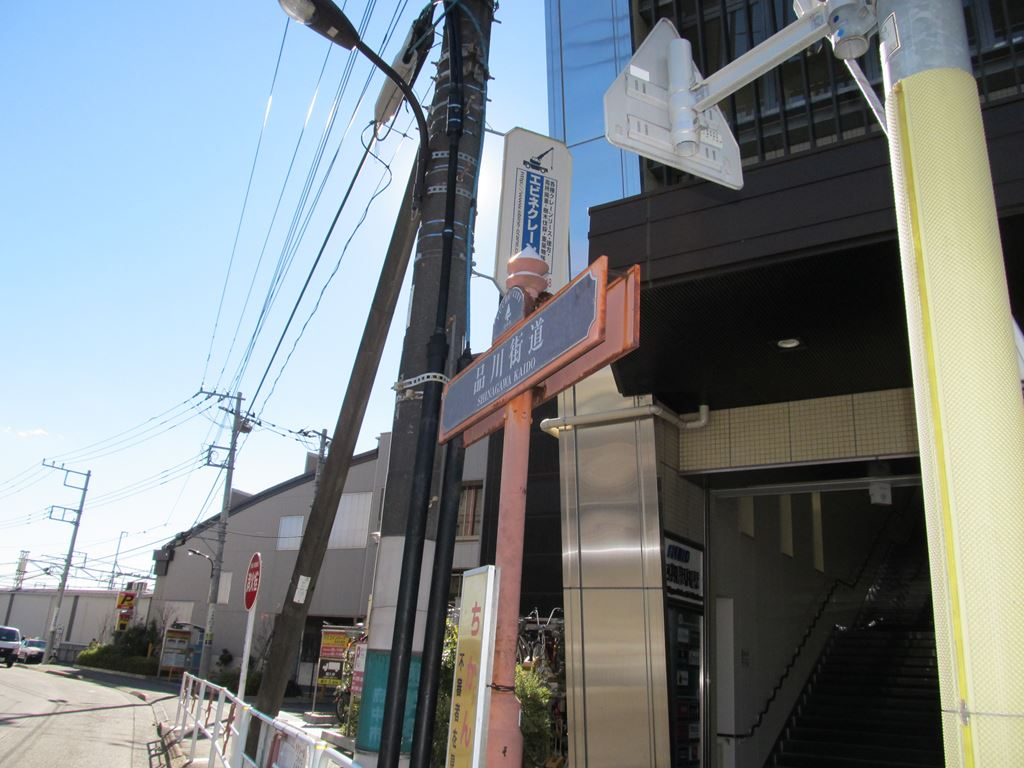
府中市清水が丘1丁目
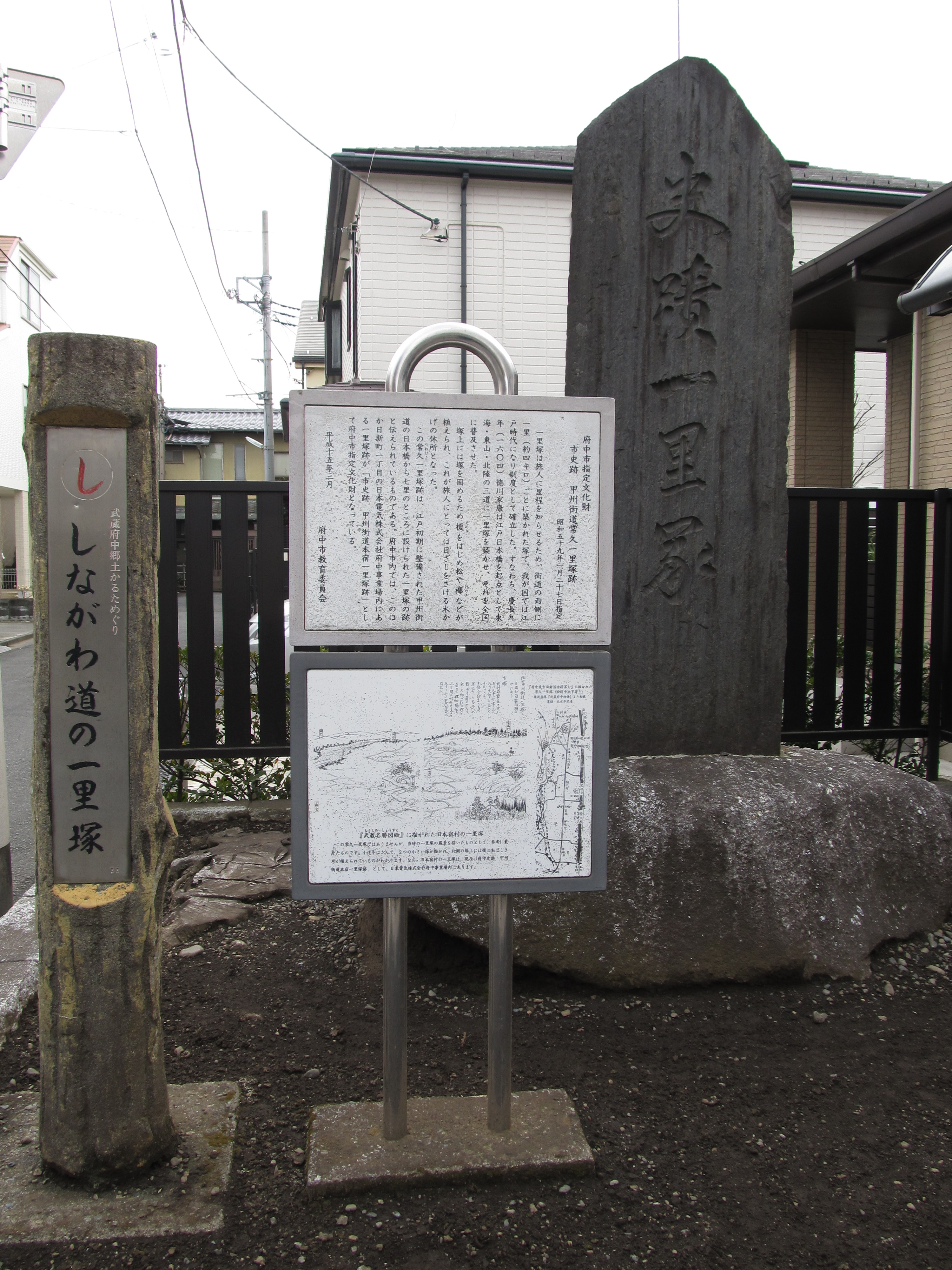
常久一里塚。清水が丘3丁目
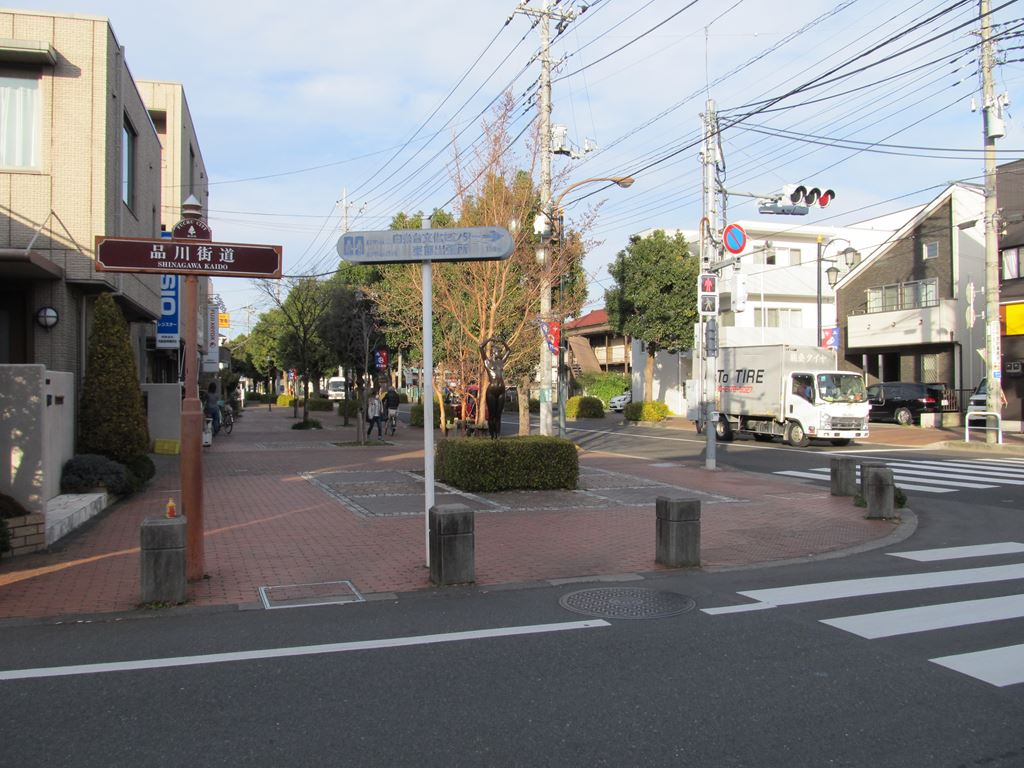
多磨霊園駅付近。文中「白糸台文化センター西交差点」の一つ西側の交差点。
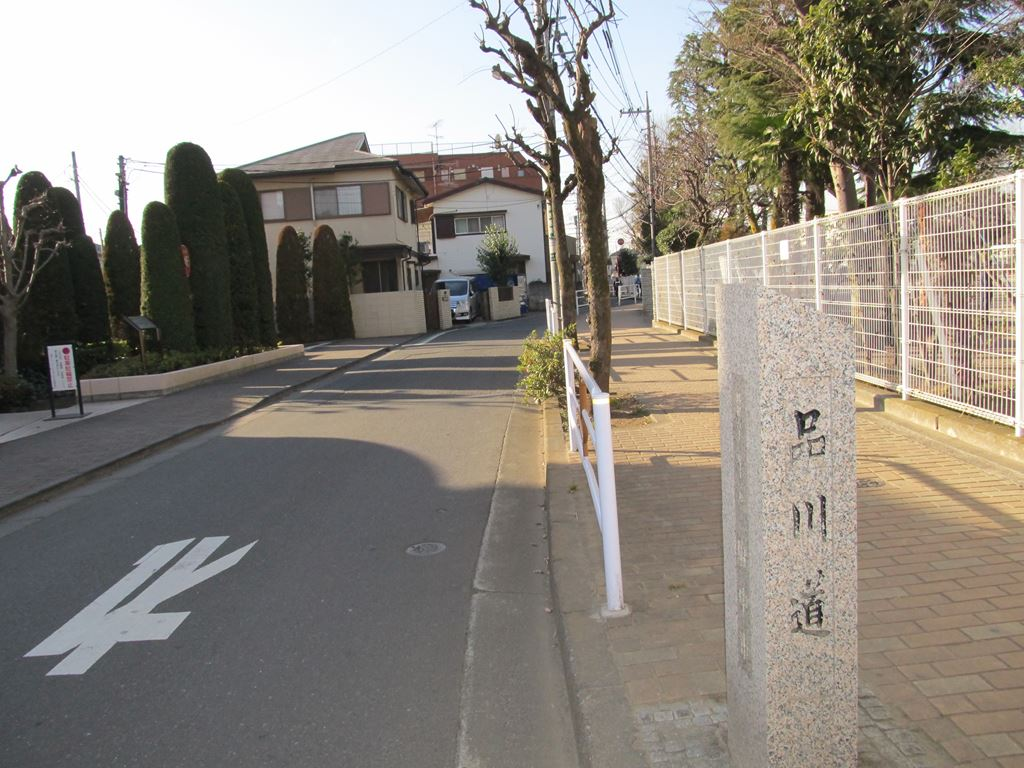
白糸台駅近く府中第四小学校
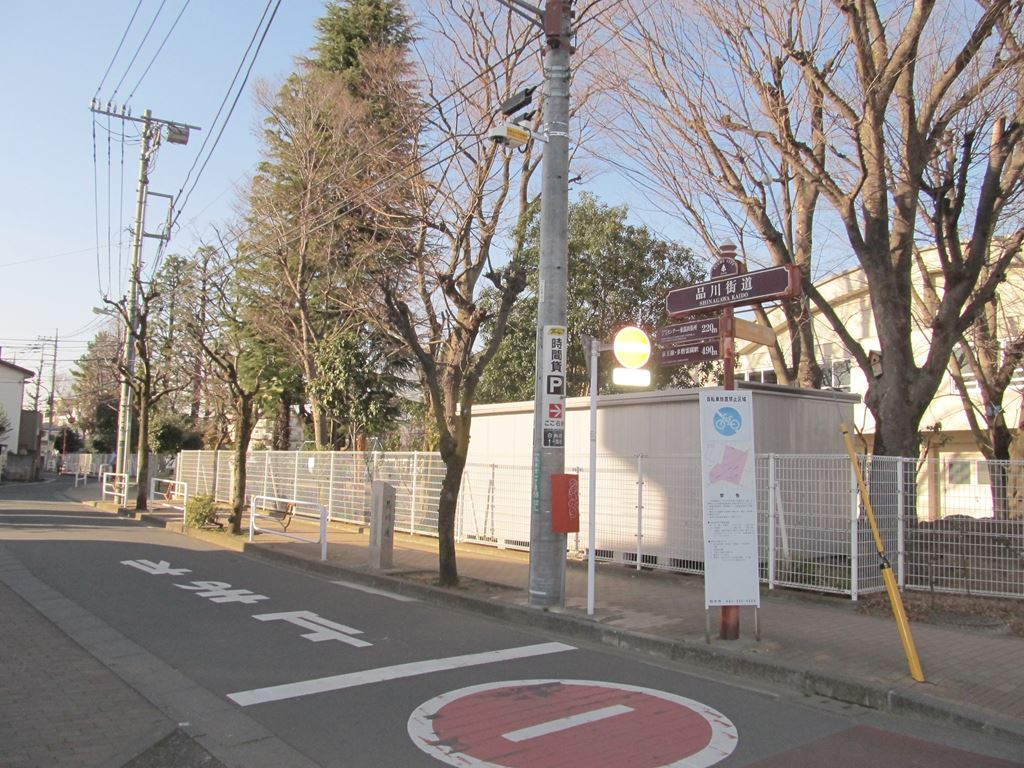
白糸台駅近く府中第四小学校
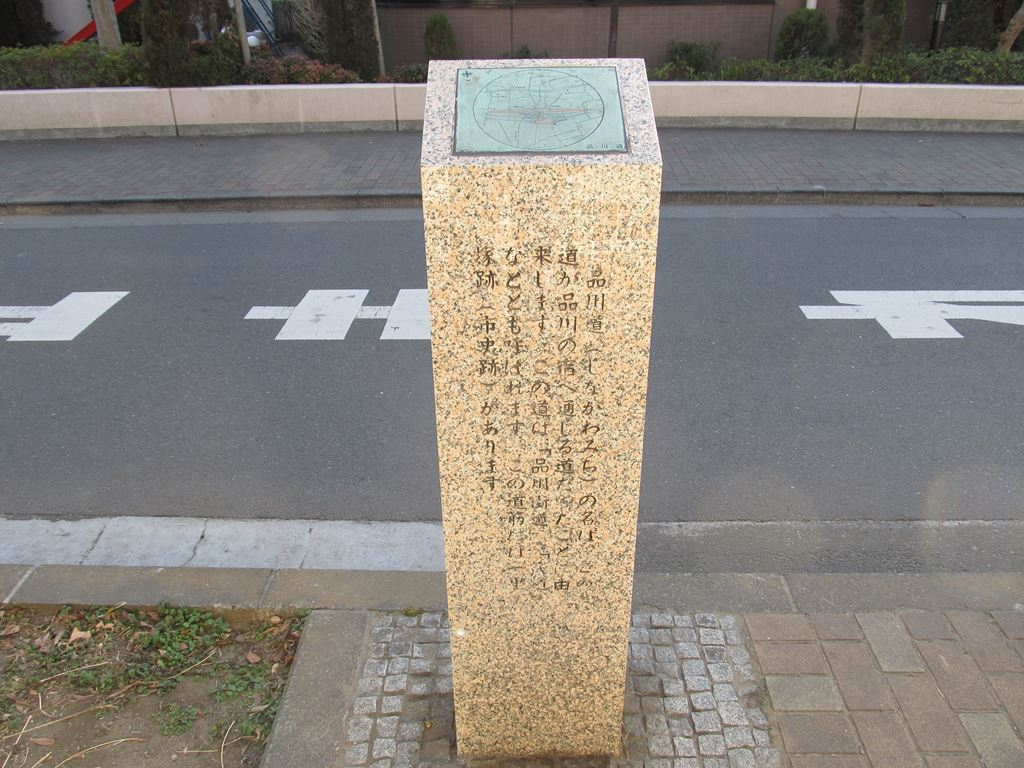
標識
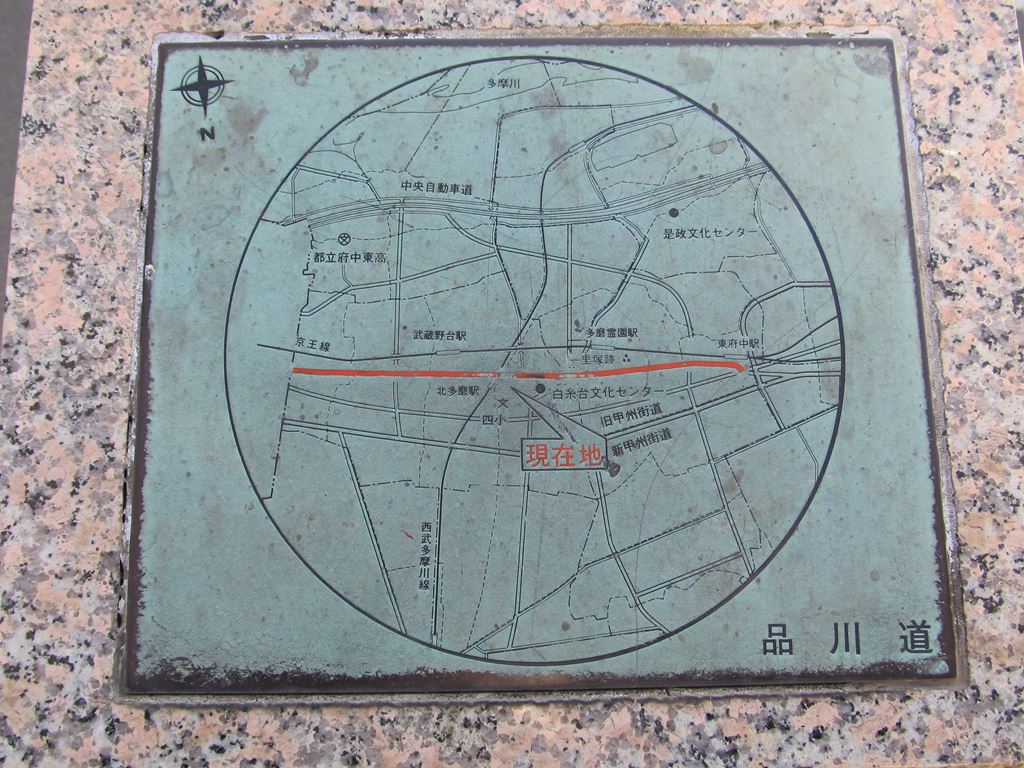
地図
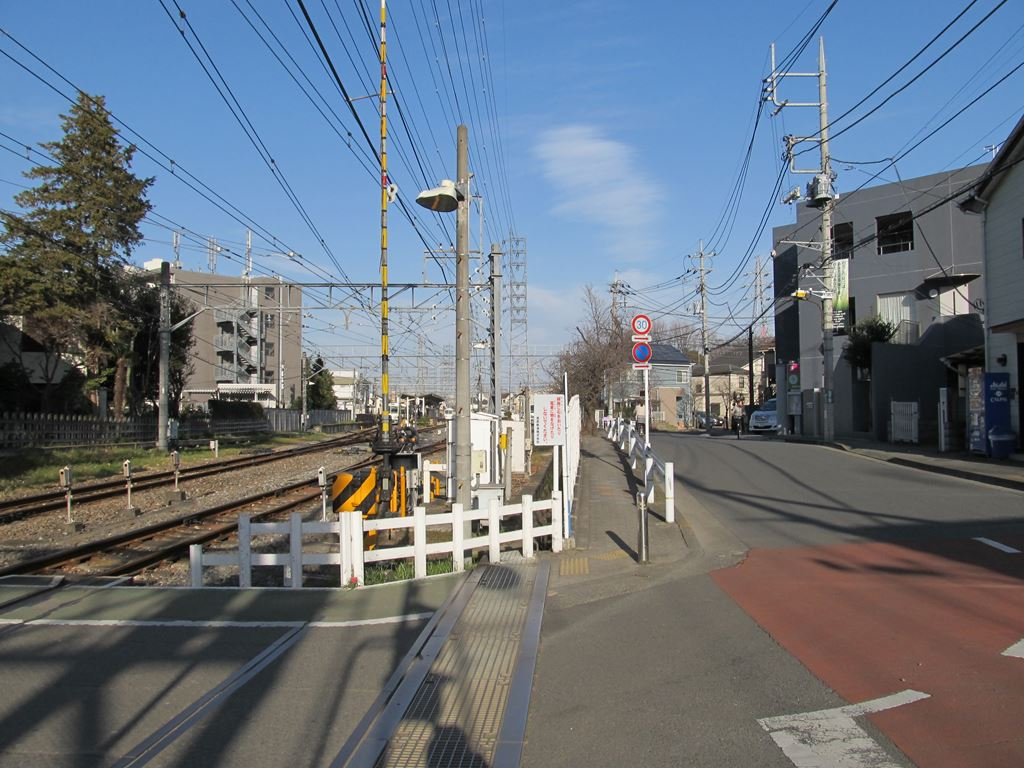
白糸台駅南踏切
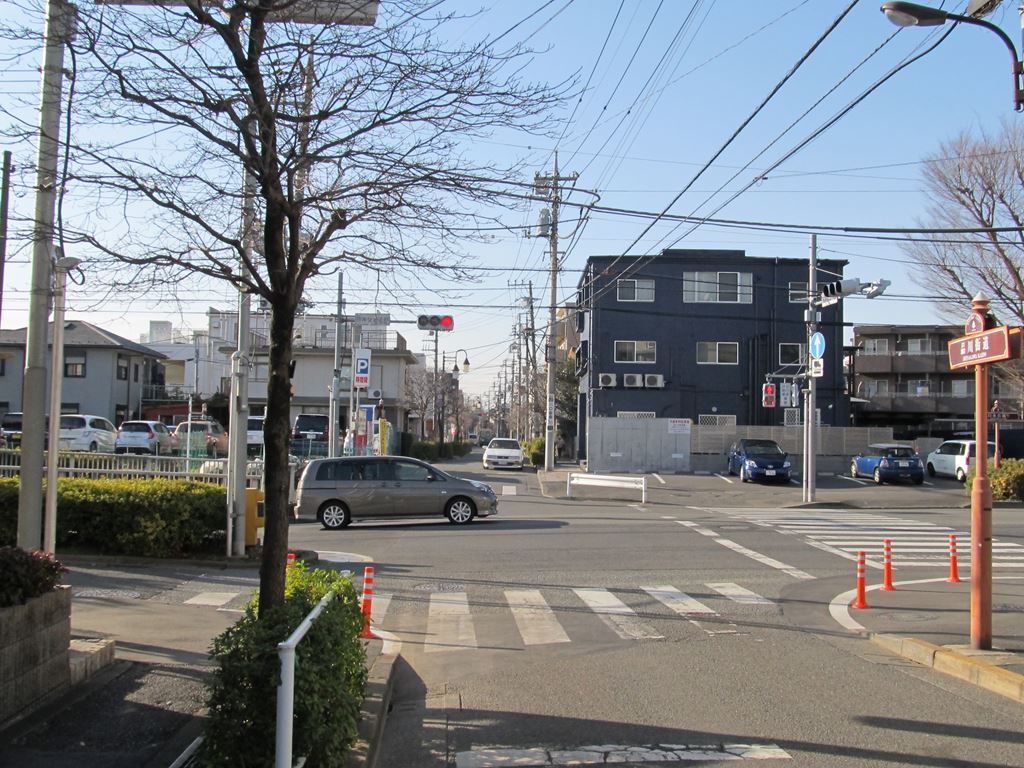
白糸台五丁目
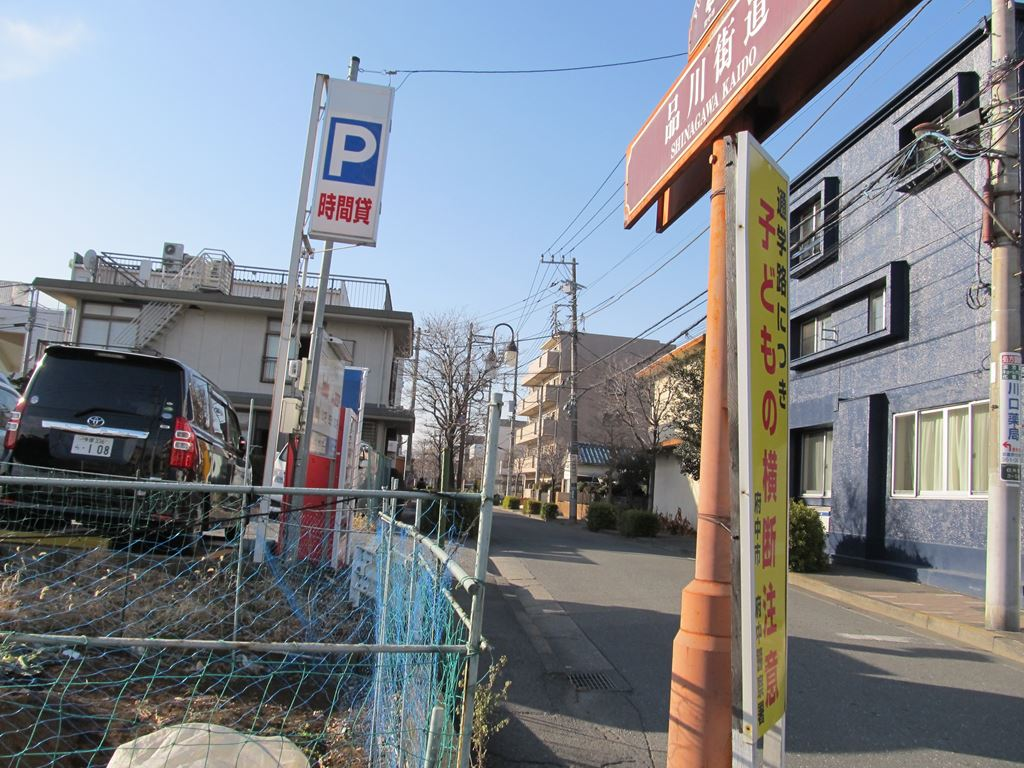
調布市との境に近い場所
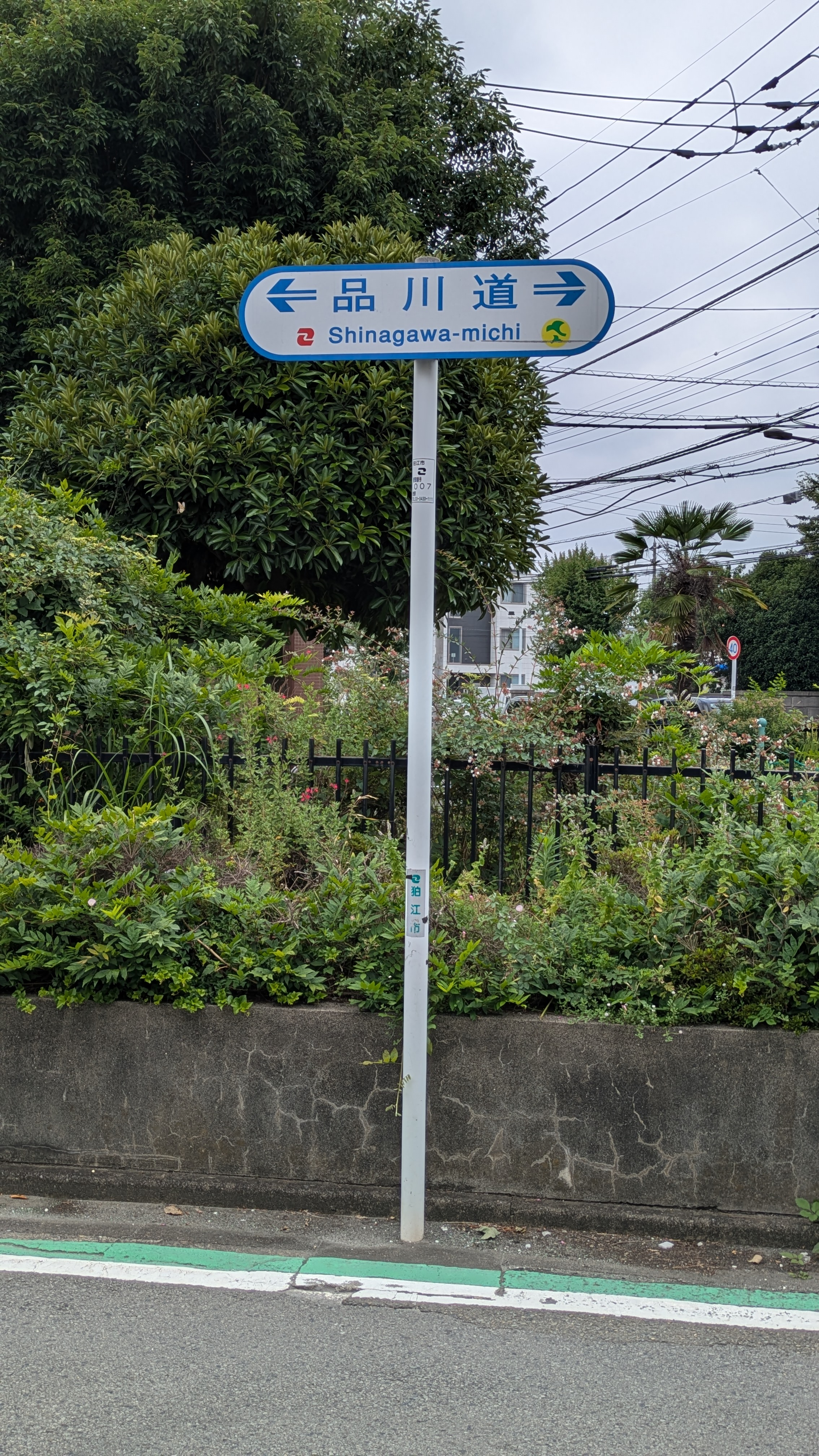
品川道標識（狛江市中和泉）（2025年7月）
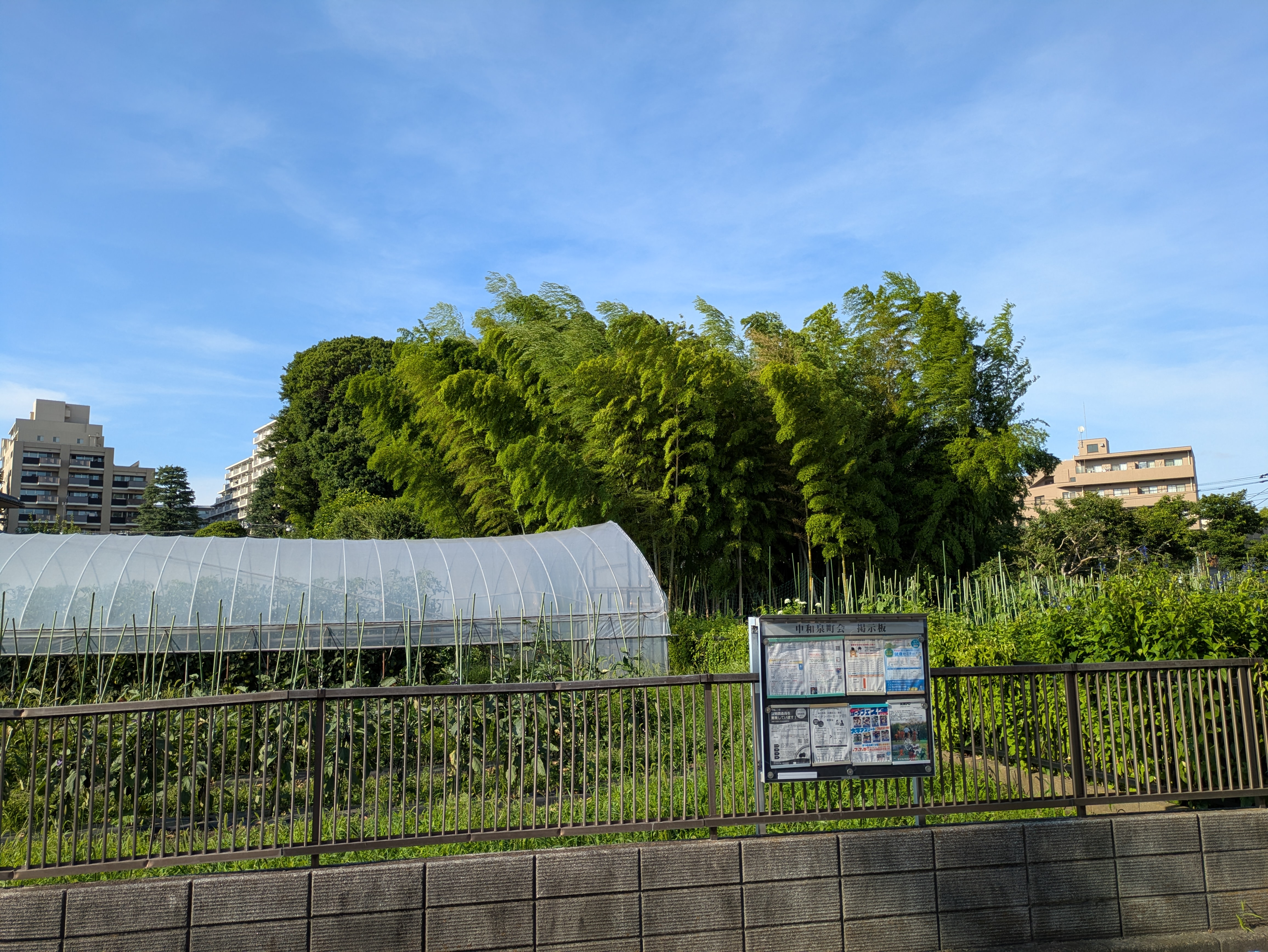
品川道中和泉1丁目付近（狛江市中和泉）（2025年6月）

## 接続する道路
府中滝神社の上の「御滝道」と合流し、武蔵国府八幡宮南側東西の「八幡道（やわたみち）」につながっており、さらに「京所道」を通って六所宮まで続いていた。

## 交差する道路
- 東京都道248号府中小平線 - 立体交差（府中市若松町一丁目）
- 東郷寺通り　（多磨霊園駅近く）
- 車返団地通り（白糸台五丁目交差点）
- 飛田給駅ロータリー
- 中央自動車道 - 立体交差
- 鶴川街道
- 狛江通り（国領8丁目交差点）

## 交差する交通機関
- 京王相模原線（調布駅〜京王多摩川駅間） - 立体交差
- 西武多摩川線（白糸台駅南踏切）

## リンク先
- 事業概要及び測量説明会資料